# Офсетная печать
Офсе́тная печа́ть (в полиграфии; от англ. off-set — без контакта) — разновидность печати, предусматривающая перенос краски с печатной формы на запечатываемый материал не напрямую, а через промежуточный офсетный цилиндр. Соответственно, в отличие от прочих методов печати, изображение на печатной форме делается не зеркальным, а прямым. Офсет применяется главным образом в плоской печати. Первые станки для офсетной печати появились в США в 1905 году.

## Принцип действия

### Печать

Принципиальная схема действия офсетной машины

В традиционной офсетной печати краска переносится на бумагу, проходя через систему красочных валиков, формного и офсетного цилиндров. Форма чаще всего представляет собой пластину с фоточувствительным полимерным покрытием на металлической основе. Как правило, основой пластины служат сплавы алюминия (в советское время использовался картон "прессшпан" с нанесением покрытия).

### Изготовление печатной формы офсетной печати
Для нанесения на печатную пластину изображения необходимы стадии экспонирования и проявки, в процессе которых незасвеченные части формы (соответствующие пробельным элементам) становятся гидрофильными и начинают смачиваться водой (увлажняющим раствором), но отталкивают любую маслянистую субстанцию, в частности краску. Оставшиеся (засвеченные) части форм начинают, наоборот, отталкивать воду и притягивать краску. Они, в свою очередь, называются гидрофобными или олеофильными. Таким образом краска переносится исключительно на гидрофобные части формы, формируя буквы и изображения. При каждом повороте с помощью системы увлажняющих валиков цилиндр с печатной формой увлажняется, а затем через систему красочных валиков на его гидрофобные части наносится краска. Изображение переносится с цилиндра печатной формой на резинотканевое полотно офсетного цилиндра, а оттуда — на запечатываемый материал. Наличие офсетного цилиндра способствует повышенной тиражестойкости и снижению дефектов печати.

### Варианты формирования изображения на печатной форме
Существует несколько технологий переноса изображения на печатную форму. Среди них технология computer-to-plate или CtP, с помощью которой изображение напрямую переносится на печатную форму с помощью плейтсеттера. В традиционной печати изображение переносится с фотоформ, которые, в свою очередь, могут быть изготовлены цифровым способом с помощью технологии computer-to-film или CTF или вручную с помощью фотонабора.
Плюсы офсетной печати:
- Возможность печати на любых видах бумаги и использования любых видов послепечатной обработки;
- Печать больших тиражей за короткие сроки;
- Значительное удешевление стоимости офсетной печати при больших тиражах.

Минусы офсетной печати:
- При офсетной печати требуется допечатная обработка, что делает невозможным выполнение срочных заказов, например, за час;
- Допечатная подготовка и приладка увеличивают стоимость. Печать малых тиражей может оказаться нерентабельной.

### Печать цветных изображений

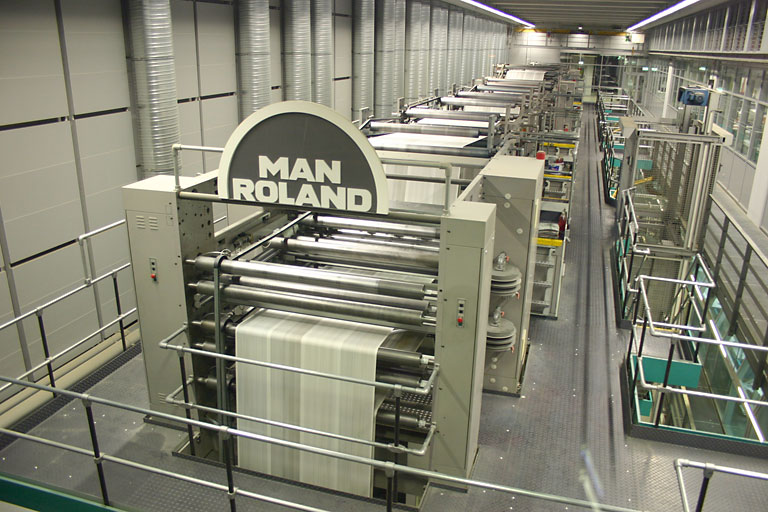
MAN Roland press

С помощью описанной выше технологии можно получить изображение только одного цвета — цвета краски, используемой в красочных валиках (исключение ирисовая печать). Есть несколько способов напечатать цветное изображение, из которых наиболее распространённые — это печать в несколько прогонов (по сухому) и печать на многокрасочной печатной машине (по сырому). Оба этих способа основаны на разложении любого цвета на базовые цвета, например в системе смешения красок -  CMYK, где для каждого цвета изготавливается своя печатная форма. Наиболее распространённые виды многокрасочных машин имеют собственные названия: двукрасочные, трёхкрасочные и так далее. Для обеспечения точной цветопередачи при печати используются системы контроля, основанные на денситометрии, колориметрии, спектрофотометрии а также аналоговая или цифровая цветопробы.

## Виды офсетной печати и развитие
Самым современным видом офсетной печати считается т. н. цифровой офсет. С помощью этой технологии изображение наносится на печатную форму, непосредственно установленную в машину. Традиционную технологию, использующую фотоформы, сейчас называют фотоофсетом. Помимо этого, вводят также классификацию по видам материалов — листовые и рулонные (ротационные). Рулонные офсетные печатные машины используют не отдельные листы бумаги, а рулоны — бумагу, скатанную в огромный рулон.
Офсет без увлажнения или так называемый сухой офсет используют чаще всего для печати пластиковых карт и защищённой продукции.
Офсетная печать считается выгодной при больших тиражах печатной продукции. При малых тиражах практически повсеместно используются виды печати, объединяемые термином цифровая печать.